# Pečarič
Pečarič je priimek več znanih Slovencev:
- Elena Pečarič (*1971), filozofinja in sociologinja kulture, borka za hendikepirane...
- Herman Pečarič (1908—1981), slikar
- Silvij Pečarič (*1940), slikar